# Shimenawa
Le shimenawa (標縄 ou 注連縄) est une corde sacrée utilisée au Japon, constituée de torsades de paille de riz ou de chanvre plus ou moins grosses en fonction de l'utilisation, et tressée de gauche à droite. Le shimenawa délimite généralement une enceinte sacrée et particulièrement l'aire de pureté d'un sanctuaire shinto, mais il est populairement placé aux pas de portes lors des évènements du calendrier shinto ou bien autour d'un autel kamidana. Lorsqu'il entoure un rocher ou un arbre, le shimenawa montre qu'il s'agit d'un territoire du domaine du kami et donc que tout type de pollution doit en être exclu. On y pend souvent des nusa (幣), sortes de gohei (御幣), ou des épis de riz.
Le tressage exclusivement manuel des shimenawa est réalisé par des artisans japonais ou par les membres d'un temple. Il est très souvent hélicoïdal (en double hélice), mais peut être triple (à la manière d'une natte). Aucune qualification n'est requise pour sa conception si ce n'est d'avoir été lavé et purifié par l'eau en suivant le rite shinto (particulièrement si l'on souhaite obtenir un shimenawa efficace). Certains tressages nécessitent plusieurs dizaines de personnes, notamment ceux des jinja qui peuvent parfois atteindre plusieurs centaines de kilogrammes.
Outre leur caractère décoratif et informatif, ces cordes empêchaient, à l'origine, la déesse Amaterasu de sauver de l'obscurité deux fois de suite un même lieu. Désormais, les shimenawa servent, selon les croyances shintoïstes, de lien entre le monde sacré du divin et le monde profane. Les gohei quant à eux symbolisent les « bras » des kami et emprisonnent les mauvais esprits (c'est pour cette raison qu'ils sont périodiquement changés). Ce lien symboliquement protecteur n'est effectif que s'il a été préalablement purifié par le sel.
Certains personnages de mangas ou de jeux vidéo portent une ceinture de ce type, mais il ne faut pas y voir un symbole religieux. C'est en fait une référence à un combattant de la mythologie japonaise qui handicape son haut niveau technique en s'entravant d'un lourd shimenawa afin de se faire valoir auprès de ses adversaires.

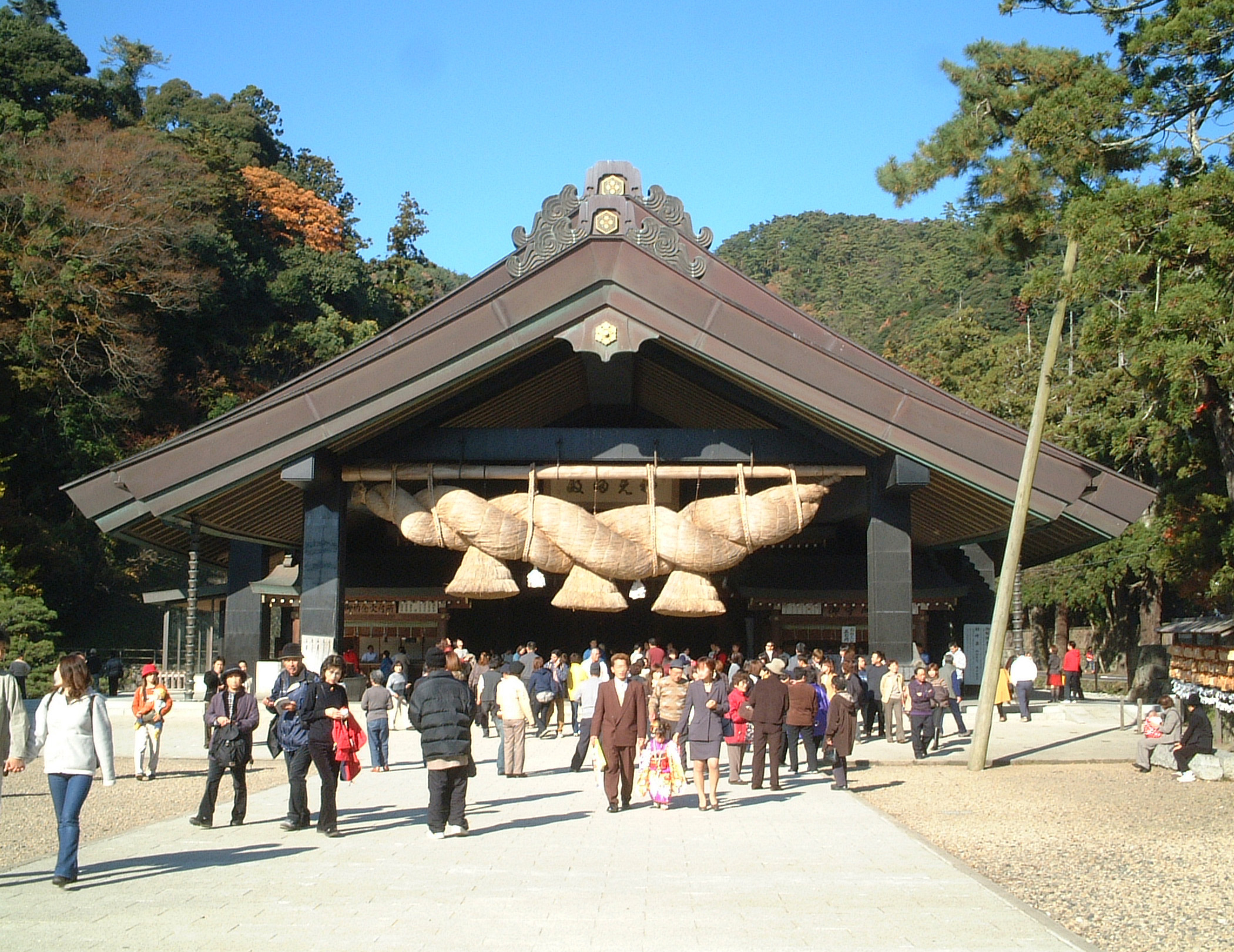
Imposant shimenawa à l'entrée d'Izumo-taisha, Izumo (Shimane).
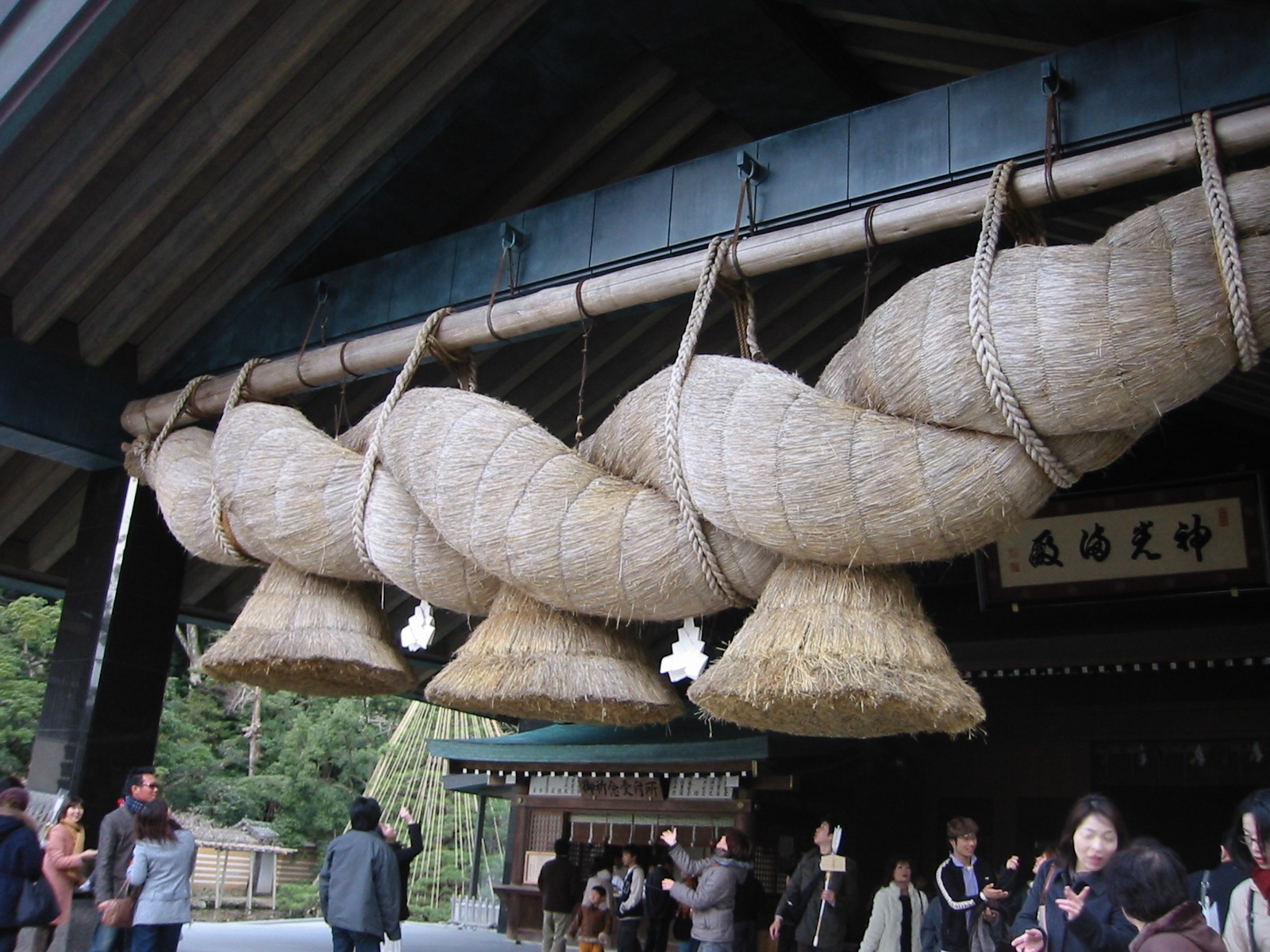
Shimenawa à l'entrée d'Izumo-taisha (détail).
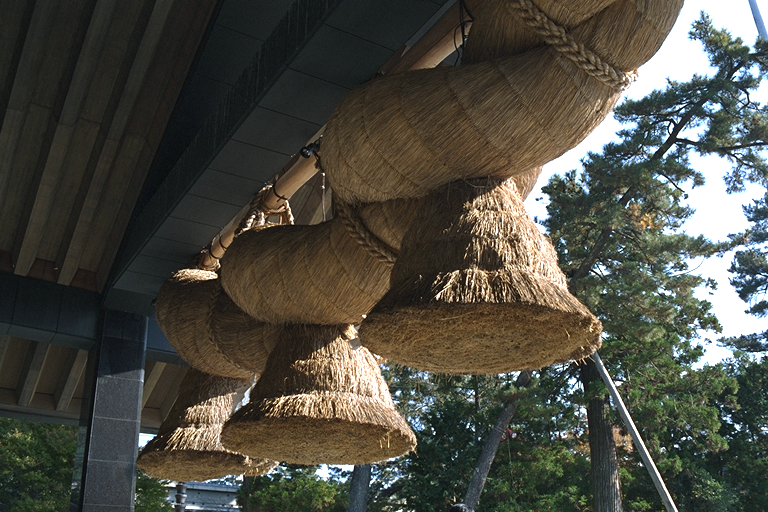
Shimenawa à l'entrée d'Izumo-taisha (détail).
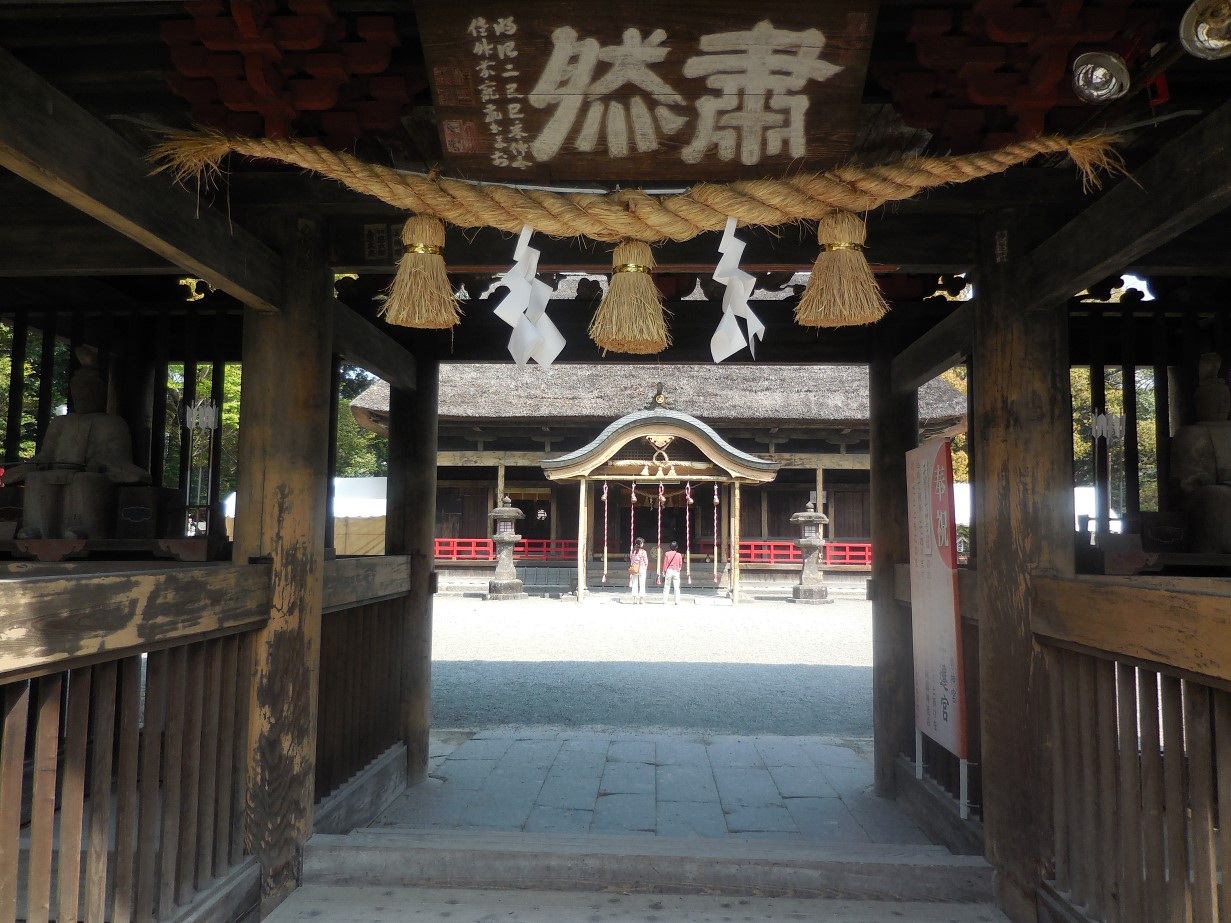
Shimenawa à l'entrée d'Aoi Aso-jinja, Hitoyoshi (Kumamoto).
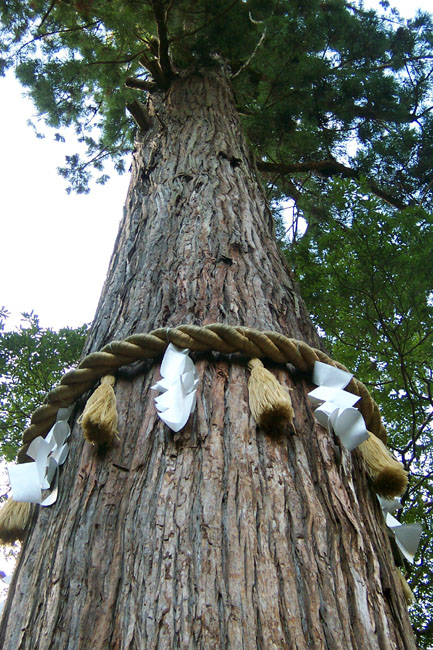
Shimenawa ceinturant un cryptoméria du Japon au Yuki-jinja (Kyoto).
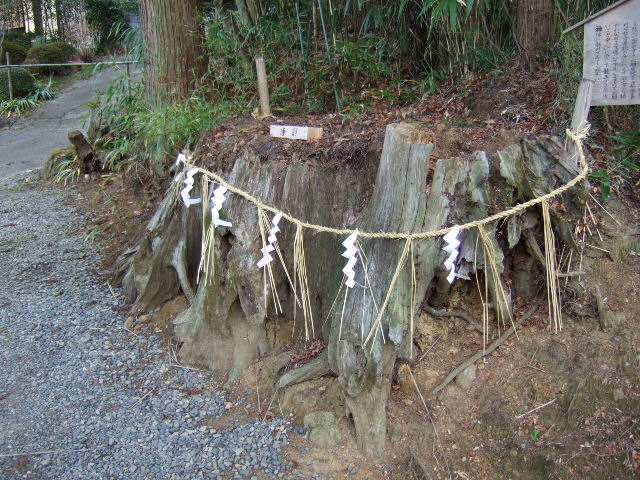
Shimenawa ceinturant  une souche à Syouhou-ji, Ōtsu (Shiga).
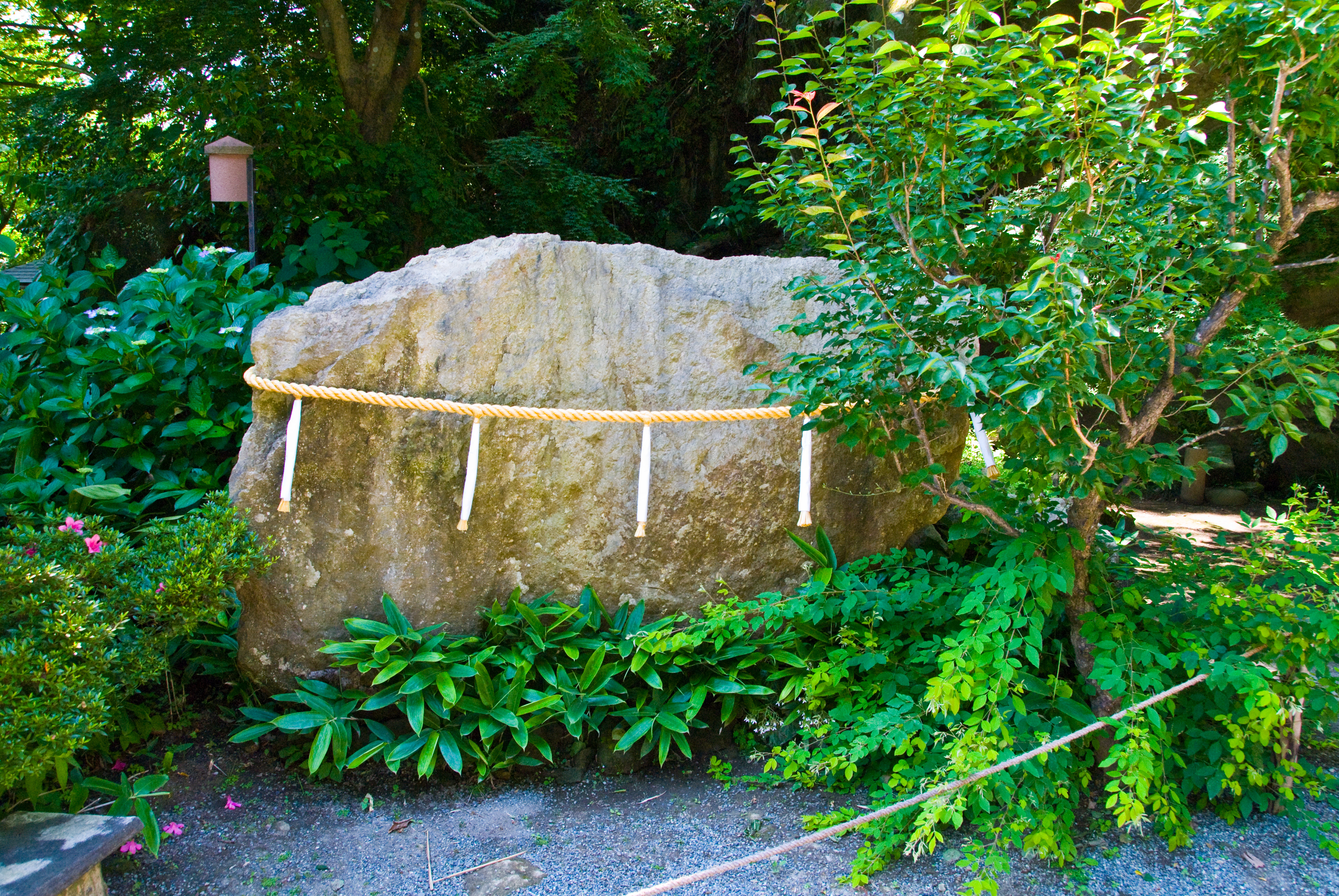
Shimenawa entourant un rocher sacré au Meigetsu-in, Yamanouchi (Kanagawa).
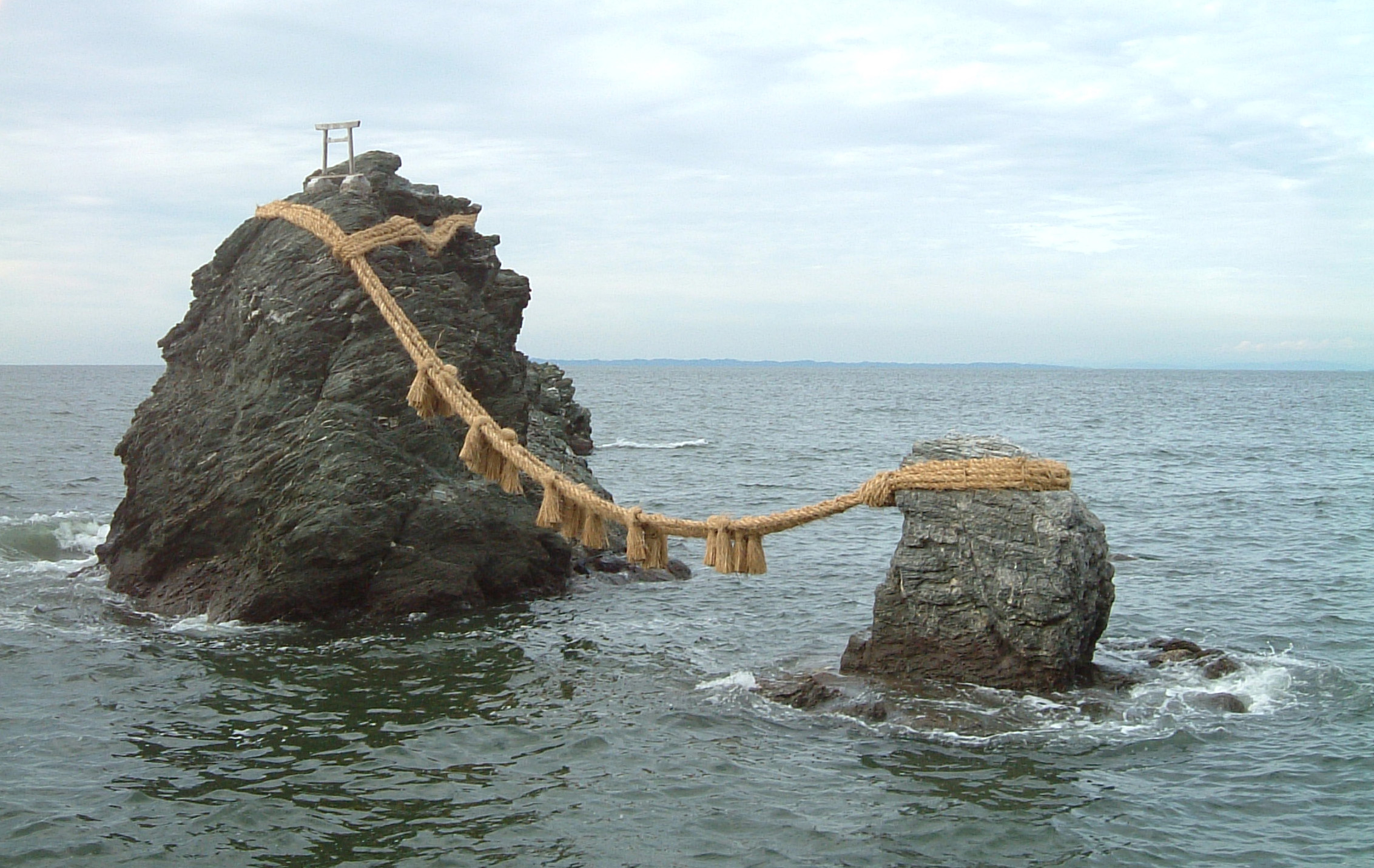
Shimenawa symbolisant l'union des « Rochers mariés » dans la baie d'Ise (Mie).